# Estádio do Bessa
Estádio do Bessa (danas Estádio do Bessa XXI) je nogometni stadion u četvrti Boavista u Portu.
Za svoje ga susrete koristi Boavista FC.
Sagrađen je 1973. godine.
Kao i ini stadioni građeni/dograđeni za nogometno EP 2004., „Bessa” ima novo igralište, ali sagrađeno na vrhu starih tribina, i svako od njih je građeno u različito vrijeme, čime je bilo omogućeno „Boavisti” neprekidno i redovno igrati svoje utakmice.
Troškovi izgradnje su došli do 45.164.726 eura za gradnju, od čega je 7.785.735 eura je bilo dano od Portugala. 
Sva mjesta na stadionu su sjedeća, i može primiti 28.263 gledatelja.
Planovi za dogradnju su postojali i prije Eura 2004., odnosno prije nego što je Portugal dobio organizaciju za to, tako da su prvi radovi na doradi već bili u tijeku.

## Vanjske poveznice
- Bessa  Arhivirana inačica izvorne stranice od 30. kolovoza 2005. (Wayback Machine)